# Vuknić
Vuknić (en serbe cyrillique : Вукнић) est un village de Bosnie-Herzégovine. Il est situé sur le territoire de la Ville d'Istočno Sarajevo, dans la municipalité d'Istočni Stari Grad et dans la république serbe de Bosnie. Selon les premiers résultats du recensement bosnien de 2013, il ne compte aucun habitant.
Avant la guerre de Bosnie-Herzégovine, le village, sous le nom de Vuknići, faisait partie de la municipalité d'Ilijaš.

## Démographie

### Évolution historique de la population dans la localité
| 1948 | 1953 | 1961 | 1971 | 1981 | 1991 | 2013 |
| ---- | ---- | ---- | ---- | ---- | ---- | ---- |
| -    | -    | 63   | 67   | 52   | 43   | 0    |

|  |

### Répartition de la population par nationalités (1991)
En 1991, les 43 habitants du village étaient tous Musulmans (bosniaques).